# Vaux-lez-Rosières
Vaux-lez-Rosières è una frazione del comune belga di Vaux-sur-Sûre, nella regione della Vallonia, provincia del Lussemburgo.

## Storia
Nel 1795 avvenne la fusione di Vaux-lez-Rosières con il comune di Nives. Nuovamente separato da quest'ultimo il 14 maggio 1906, fu aggregato a Vaux-sur-Sûre il 17 luglio 1970, insieme allo stesso Nives.